# Stanisław Jarmoszko

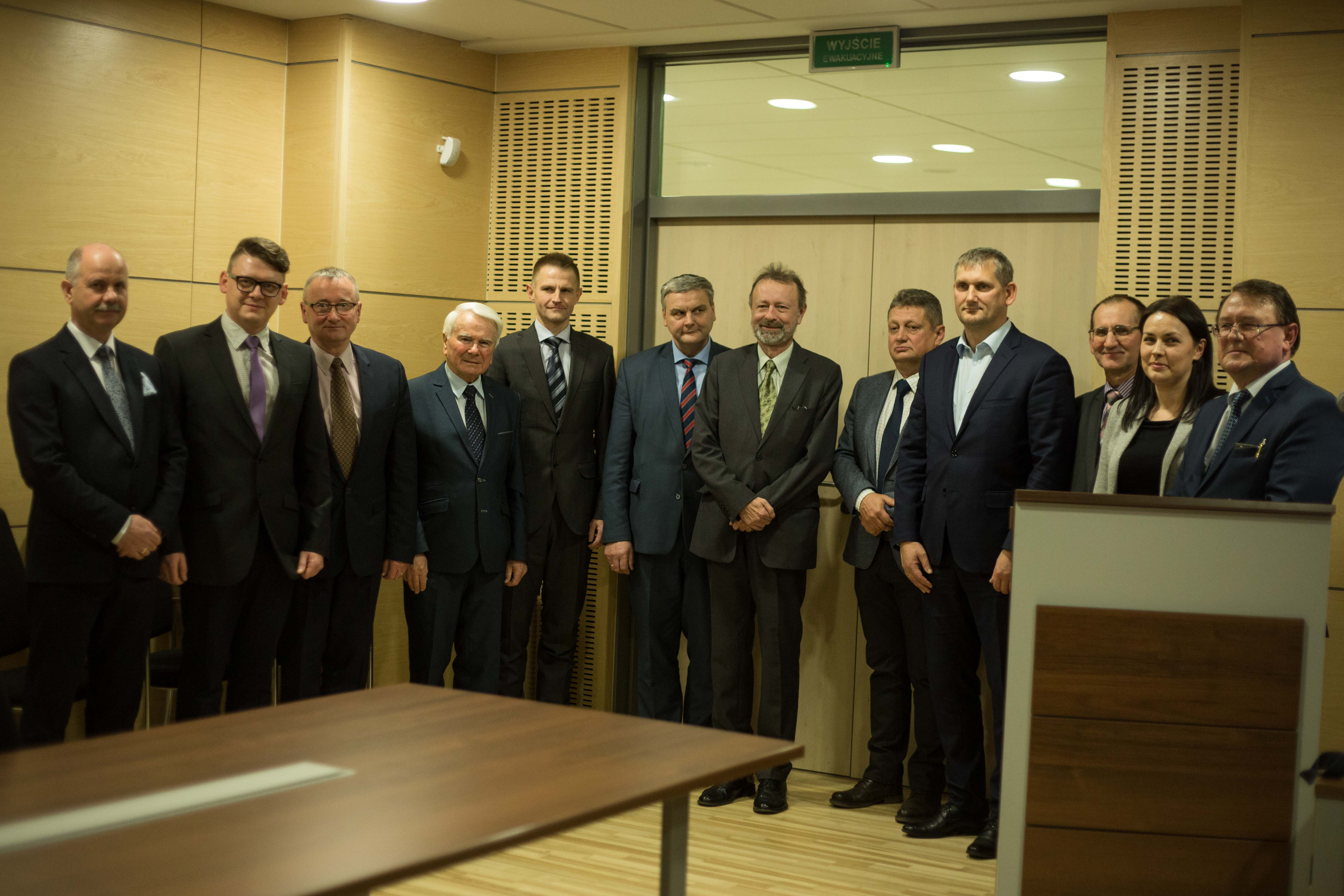
Stanisław Jarmoszko pierwszy z prawej

Stanisław Jarmoszko – polski profesor nauk społecznych, pracownik naukowo-dydaktyczny Zakładu Badań Społecznych i Kultury Bezpieczeństwa Instytutu Nauk Społecznych i Bezpieczeństwa Uniwersytetu Przyrodniczo-Humanistycznego w Siedlcach. Wcześniej był zatrudniony między innymi w: Wojskowym Instytucie Badań Socjologicznych, Wojskowej Akademii Technicznej, Akademii Obrony Narodowej czy Akademii Humanistycznej w Pułtusku).

## Życiorys
W 1986 r. ukończył studia pedagogiczne w Wojskowej Akademii Politycznej im. Feliksa Dzierżyńskiego. W 1989 r. uzyskał na tej samej uczelni stopień naukowy doktora nauk humanistycznych w zakresie filozofii i socjologii na podstawie rozprawy pt. "Autorytet podoficera zasadniczej służby wojskowej i jego uwarunkowania", której promotorem był płk Czesław Staciwa. W 2001 r. otrzymał w oparciu o dorobek naukowy oraz rozprawę habilitacyjną nt. „Przemiany w Siłach Zbrojnych RP pierwszej dekady transformacji ustrojowej” stopień doktora habilitowanego w nauk wojskowych w specjalności bezpieczeństwo państwo na Wydziale Strategiczno-Obronnym Akademii Obrony Narodowej. W 2018 r. uzyskał tytuł profesora nauk społecznych. 

## Zainteresowania naukowe
Zainteresowania naukowe Stanisława Jarmoszko w początkowym okresie działalności związane były ze społecznymi problemami władzy i autorytetu, służby wojskowej i edukacji wojskowej, społecznymi aspektami funkcjonowania sił zbrojnych oraz teorią transformacji systemowej. Obecne zainteresowania  badawcze  oscylują głównie  wokół problematyki  antropologii  bezpieczeństwa, strategii bezpieczeństwa i myślenia strategicznego oraz szeroko  rozumianego społeczeństwa ryzyka i bezpieczeństwa społecznego.
W szczególności można wymienić:
- społeczne źródła zagrożeń bezpieczeństwa jednostki i zbiorowości (struktur) społecznych;
- osobliwości społecznej recepcji zagrożeń i psychospołecznych reakcji na nie;
- społeczne aspekty (źródła, mechanizmy i konsekwencje) przemocy;
- różne odsłony bezpieczeństwa społecznego;
- problemy promocji bezpieczeństwa;
- społeczno-kulturowe aspekty i uwarunkowania działalności tzw. grup dyspozycyjnych (wojska, policji, służb specjalnych, straży pożarnej, różnych grup ratowniczych itp.);
- kulturowe aspekty bezpieczeństwa w ujęciu podmiotowym i przedmiotowym;
- antropologiczne konteksty strategii bezpieczeństwa oraz myślenia strategicznego;
- antropologia kultury strategicznej;
- strategie humanizacji wojny;
- antropologiczne problemy wojny kulturowej;
- problemy bioantropologii i kultury bezpieczeństwa;
- analiza mechanizmów tzw. antroposfery bezpieczeństwa, czyli strukturalno-funkcjonalnej (synchronicznej) płaszczyzny antropologii bezpieczeństwa;
- specyfikacja i deskrypcja diachronicznego (procesualnego, historycznego) wymiaru antropologii bezpieczeństwa (analiza procesu kreacji bezpieczeństwa (i jego artefaktów) od wczesnych hominidów, poprzez główne ery antropologiczne i epoki historyczne, po czasy współczesne).

Najbardziej znaczące publikacje książkowe
Autorskie:
- Oficerowie armii europejskich. Szkic socjologiczny / European Armies Officers: Sociological Outline, Wyd. MON, Warszawa 1996;
- Społeczne aspekty przemian w Wojsku Polskim / Social Aspects of the Polish Army Changes, Wyd. MON, Warszawa 1998;
- Oficerowie Wojska Polskiego przełomu wieków. Zarys socjologii empirycznej zawodu oficera / Polish Army Officers at the Turn of the Centuries: Outline of Empirical Sociology of Officer’s Profession, Wyd. Adam Marszałek, Toruń 2001;
- Wojsko Polskie pierwszej dekady transformacji (w poszukiwaniu teorii przemian) / The Polish Army in the First Decade of the System Transformation (in Search of evolution Theory), Wyd. Adam Marszałek, Toruń 2003;
- Autorytet. Kontrowersje i aksjomaty / Authority: Controversies and Axioms, Wyd. ASPRA-JR, Warszawa 2010;
- Militarne dziedzictwo a współczesne aplikacje strategii / Military Heritage and Modern Strategy Applications, Wyd. Adam Marszałek, Toruń 2015.
- Ścieżki konceptualizacji strategii bezpieczeństwa / Security Strategies Conceptualisation Ways, Wyd. UPH, Siedlce 2015.
- Antropologia bezpieczeństwa. Kontury naukowej tożsamości / Anthropology of Security. An Outline of Scientific of Identity, Wyd. UPH, Siedlce 2015.
- Technologie myślenia strategicznego / Strategic Thinking Technologies, Wyd. UPH, Siedlce 2016.
- Za kulisami przetrwania (diachroniczna perspektywa antropologii bezpieczeństwa), t.1, Konteksty teoriometodologiczne – Biologiczne dziedzictwo – Pradzieje / Behind the Scenes of Survival. Diachronic Perspective of the Anthropology of Security, Vol.1, Theoretical Contexts-Biological Heritage-Prehistory, Wyd. UPH, Siedlce 2019.

Współautorskie:
- Podstawy pedagogiki w kształceniu oficerów / Basics of Pedagogy in Officer Education, Wyd. Adam Marszałek, Toruń 2002 (redakcja naukowa oraz autorstwo czterech rozdziałów);
- Nauki społeczne wobec problemu bezpieczeństwa (wybrane zagadnienia) / Social Sciences and the Issue of Security (selected aspects), Wyd. UPH, Siedlce 2016 (współautorzy: C. Kalita, J. Maciejewski).
- Bezpieczeństwo społeczne w sytuacjach krytycznych / Social Security in Critical Situations, Wyd. UPH, Siedlce 2017, (współautor: W. Barszczewski).

## Awanse
Awanse naukowe:
- doktorat: 1989,
- habilitacja: 2001,
- profesura: 2018[6].